# Костадин Костадинов (писател)
Вижте пояснителната страница за други личности с името Костадин Костадинов.
Костадин Костадинов е български писател.

## Биография
Костадин е роден на 14 ноември 1960 година в Радомир. Висшето си образование завършва в СУ „Климент Охридски“ със специалност „Българска филология“. Известно време работи като журналист във вестниците „Студентска трибуна“ и „Екогласност“. През 1990 година заедно със свои приятели основава издателска къща „Пан“. Оттогава се посвещава на детската литуратура. Създава десетки образователни и научнопопулярни творби. По негови сценарии са реализирани филмите „Резерват за розови пеликани“ (2003) и „Легенда за белия глиган“ (2004).
Писателят прави своя дебют с книгата „Резерват за розови пеликани“ през 1991 година. Втората му белетристична книга – сборник с разкази и повести, е озаглавена „Заливът на Ифигения“ и излиза през 2016 година. През май 2022 година на книжния пазар излиза и романът му „Ловецът на пеперуди“, отличен с националните литературни награди „Хеликон“ 2022 и "Елиас Канети" 2023.